# King Alfred's Tower

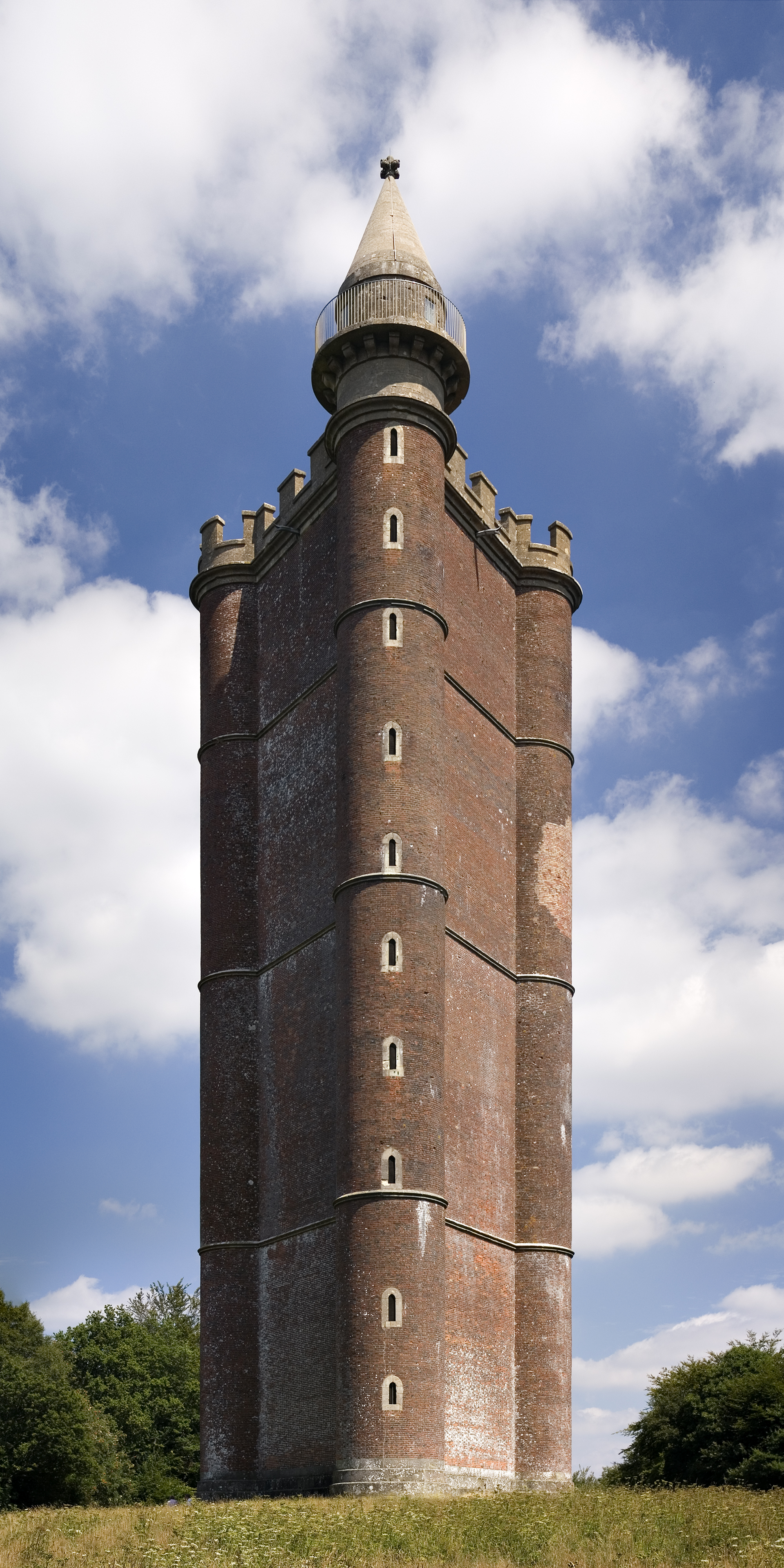

La tour du roi Alfred est une tour située dans la paroisse de Brewham, Somerset, dans le sud-ouest de l'Angleterre, construite sur le domaine de Stourhead. Elle fut achevée en 1772 et mesure 49 mètres de hauteur.
La tour fut endommagée en 1944 lorsqu'un avion Noorduyn Norseman la percuta, tuant 5 personnes. En 1986, la tour fut rénovée. Elle est aujourd'hui la propriété du National Trust et est ouverte aux visiteurs qui peuvent gravir les 205 marches.

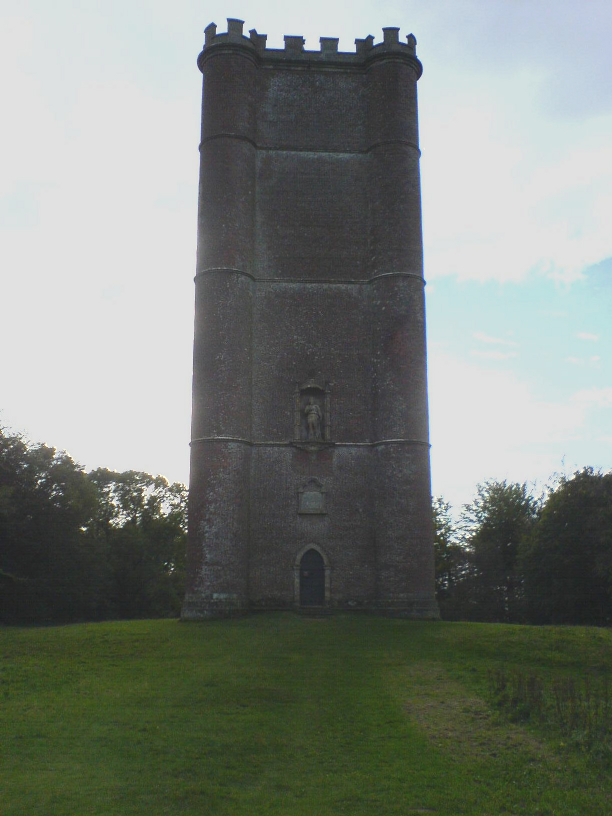
Vue de la tour